# Eudicella intermedia
Eudicella intermedia är en skalbaggsart som beskrevs av Allard 1985. Eudicella intermedia ingår i släktet Eudicella och familjen Cetoniidae. Inga underarter finns listade i Catalogue of Life.